# Septième circonscription de la Gironde
La septième circonscription de la Gironde est l'une des douze circonscriptions législatives françaises que compte le département de la Gironde (33) situé en région Nouvelle-Aquitaine.

## Description géographique et démographique

### De 1958 à 1986
Le département avait dix circonscriptions.
La septième circonscription de la Gironde était composée de :
- canton d'Arcachon
- canton d'Audenge
- canton de Bazas
- canton de Belin
- canton de Captieux
- canton de Grignols
- canton de Labrède
- canton de Saint-Symphorien
- canton de La Teste
- canton de Villandraut

Source : Journal Officiel du 13-14 Octobre 1958.

### Depuis 1988
La septième circonscription de la Gironde est délimitée par le découpage électoral de la loi n°86-1197 du 24 novembre 1986
, elle regroupe les divisions administratives suivantes : 
- Canton de Gradignan
- Canton de Pessac-1
- Canton de Pessac-2

Initialement inclus dans la septième circonscription, le canton de la Brède est rattaché à la neuvième circonscription à la suite du redécoupage de 2010 qui a vu la création de la douzième circonscription.
Depuis le redécoupage des cantons de 2014, les circonscriptions législatives ne sont plus composées de cantons entiers mais continuent à être définies selon les limites cantonales en vigueur en 2010 (date du dernier redécoupage des circonscriptions). La septième circonscription de la Gironde est ainsi composée des cantons actuels suivants :
- Canton de Pessac-1
- Canton de Pessac-2

D'après le recensement de la population de 2019, réalisé par l'Institut national de la statistique et des études économiques (INSEE), la population totale de cette circonscription est estimée à 114 053 habitants,.

## Historique des députations
| Législature | Début de mandat | Fin de mandat  | Député                                                              | Parti politique | Observations |
| ----------- | --------------- | -------------- | ------------------------------------------------------------------- | --------------- | --- |
| IXe         | 23 juin 1988    | 1er avril 1993 | Pierre Ducout                                                       | PS              | |
| Xe          | 2 avril 1993    | 21 avril 1997  | Pierre Ducout,                                                      | PS,             | Mandat écourté à la suite d'une dissolution parlementaire décidée par Jacques Chirac. |
| XIe         | 12 juin 1997    | 18 juin 2002   | Pierre Ducout                                                       | PS              | |
| XIIe        | 19 juin 2002    | 19 juin 2007   | Pierre Ducout,                                                      | PS,             | |
| XIIIe       | 20 juin 2007    | 19 juin 2012   | Alain Rousset                                                       | PS              | |
| XIVe        | 20 juin 2012    | 20 juin 2017   | Alain Rousset                                                       | PS              | |
| XVe         | 21 juin 2017    | 21 juin 2022   | Bérangère Couillard                                                 | LREM            | |
| XVIe        | 22 juin 2022    | 9 juin 2024    | Bérangère Couillard puis Frédéric Zgainski puis Bérangère Couillard | LREM Modem      | Remplacée par son suppléant à partir du 5 août 2022 à la suite de sa nomination au gouvernement. Elle revient le 10 février 2024 n'étant pas renouvelée au gouvernement. Mandat écourté à la suite d'une dissolution parlementaire décidée par Emmanuel Macron. |
| XVIIe       | 8 juillet 2024  | En cours       | Sébastien Saint-Pasteur                                             | PS              | |

## Historique des élections

### Élections de 1958
| Candidat       | Candidat             | Parti          | Premier tour | Premier tour | Second tour | Second tour |  |
| Candidat       | Candidat             | Parti          | Voix         | %            | Voix        | %           |  |
| -------------- | -------------------- | -------------- | ------------ | ------------ | ----------- | ----------- |  |
|                | Lucien de Gracia élu | UNR            | 13 709       | 29,72        | 21 653      | 48,49       |  |
|                | Jean Bordessoulles   | SFIO           | 12 081       | 26,19        | 17 840      | 39,95       |  |
|                | Franck Cazenave      | CNIP           | 11 879       | 25,75        | Retrait     | Retrait     |  |
|                | Raymond Lagardère    | PCF            | 5 778        | 12,53        | 5 162       | 11,56       |  |
|                | Henri Poumerol       | MRP            | 2 682        | 5,81         | Retrait     | Retrait     |  |
|                |                      |                |              |              |             |             |  |
| Inscrits       | Inscrits             | Inscrits       | 60 310       | 100,00       | 62 277      | 100,00      |  |
| Abstentions    | Abstentions          | Abstentions    | 12 825       | 21,27        | 16 371      | 26,29       |  |
| Votants        | Votants              | Votants        | 47 485       | 78,73        | 45 906      | 73,71       |  |
| Blancs et nuls | Blancs et nuls       | Blancs et nuls | 1 356        | 2,86         | 1 251       | 2,73        |  |
| Exprimés       | Exprimés             | Exprimés       | 46 129       | 97,14        | 44 655      | 97,27       |  |

Le suppléant de Lucien de Gracia était Pierre Beaumartin, sylviculteur.

### Élections de 1962
| Candidat       | Candidat                 | Parti          | Premier tour | Premier tour | Second tour | Second tour |  |
| Candidat       | Candidat                 | Parti          | Voix         | %            | Voix        | %           |  |
| -------------- | ------------------------ | -------------- | ------------ | ------------ | ----------- | ----------- |  |
|                | Lucien de Gracia sortant | UNR-UDT        | 16 693       | 40,09        | 19 045      | 45,64       |  |
|                | Franck Cazenave élu      | CNIP           | 11 207       | 26,92        | 22 687      | 54,36       |  |
|                | André Le Floch           | SFIO           | 8 482        | 20,37        | Retrait     | Retrait     |  |
|                | Jean Barrière            | PCF            | 5 254        | 12,62        | Retrait     | Retrait     |  |
|                |                          |                |              |              |             |             |  |
| Inscrits       | Inscrits                 | Inscrits       | 63 575       | 100,00       | 63 573      | 100,00      |  |
| Abstentions    | Abstentions              | Abstentions    | 20 743       | 32,63        | 19 667      | 30,94       |  |
| Votants        | Votants                  | Votants        | 42 832       | 67,37        | 43 906      | 69,06       |  |
| Blancs et nuls | Blancs et nuls           | Blancs et nuls | 1 196        | 2,79         | 2 174       | 4,95        |  |
| Exprimés       | Exprimés                 | Exprimés       | 41 636       | 97,21        | 41 732      | 95,05       |  |

Le suppléant de Franck Cazenave était le Docteur Aristide Ichard, maire de La Teste-de-Buch.

### Élections de 1967
| Candidat       | Candidat                      | Parti          | Premier tour | Premier tour | Second tour | Second tour |  |
| Candidat       | Candidat                      | Parti          | Voix         | %            | Voix        | %           |  |
| -------------- | ----------------------------- | -------------- | ------------ | ------------ | ----------- | ----------- |  |
|                | Franck Cazenave sortant réélu | CNIP (PDM)     | 20 585       | 39,15        | 22 523      | 43,39       |  |
|                | Robert Duchez                 | UD-Ve          | 16 528       | 31,44        | 16 963      | 32,68       |  |
|                | Jean Bayle                    | FGDS (CIR)     | 8 745        | 16,63        | 5 133       | 9,89        |  |
|                | Jean Barrière                 | PCF            | 6 717        | 12,78        | 7 287       | 14,04       |  |
|                |                               |                |              |              |             |             |  |
| Inscrits       | Inscrits                      | Inscrits       | 66 295       | 100,00       | 66 271      | 100,00      |  |
| Abstentions    | Abstentions                   | Abstentions    | 12 581       | 18,98        | 13 656      | 20,61       |  |
| Votants        | Votants                       | Votants        | 53 714       | 81,02        | 52 615      | 79,39       |  |
| Blancs et nuls | Blancs et nuls                | Blancs et nuls | 1 139        | 2,12         | 709         | 1,35        |  |
| Exprimés       | Exprimés                      | Exprimés       | 52 575       | 97,88        | 51 906      | 98,65       |  |

Le suppléant de Franck Cazenave était Aristide Ichard.

### Élections de 1968
| Candidat       | Candidat                      | Parti          | Premier tour | Premier tour | Second tour | Second tour |  |
| Candidat       | Candidat                      | Parti          | Voix         | %            | Voix        | %           |  |
| -------------- | ----------------------------- | -------------- | ------------ | ------------ | ----------- | ----------- |  |
|                | Robert Duchez                 | UDR (URP)      | 19 152       | 36,74        | 22 659      | 48,24       |  |
|                | Franck Cazenave sortant réélu | CNIP (PDM)     | 16 865       | 32,35        | 24 315      | 51,76       |  |
|                | Daniel Brettes                | FGDS (SFIO)    | 9 769        | 18,74        | Retrait     | Retrait     |  |
|                | Jean Barrière                 | PCF            | 6 341        | 12,16        |             |             |  |
|                |                               |                |              |              |             |             |  |
| Inscrits       | Inscrits                      | Inscrits       | 66 203       | 100,00       | 66 202      | 100,00      |  |
| Abstentions    | Abstentions                   | Abstentions    | 13 309       | 20,1         | 16 380      | 24,74       |  |
| Votants        | Votants                       | Votants        | 52 894       | 79,9         | 49 822      | 75,26       |  |
| Blancs et nuls | Blancs et nuls                | Blancs et nuls | 767          | 1,45         | 2 848       | 5,72        |  |
| Exprimés       | Exprimés                      | Exprimés       | 52 127       | 98,55        | 46 974      | 94,28       |  |

Le suppléant de Franck Cazenave était Aristide Ichard.

### Élections de 1973
| Candidat       | Candidat                      | Parti          | Premier tour | Premier tour | Second tour | Second tour |  |
| Candidat       | Candidat                      | Parti          | Voix         | %            | Voix        | %           |  |
| -------------- | ----------------------------- | -------------- | ------------ | ------------ | ----------- | ----------- |  |
|                | Franck Cazenave sortant réélu | RI (URP)       | 14 679       | 25,93        | 31 023      | 55,1        |  |
|                | Paul Euloge                   | PS (UGSD)      | 12 434       | 21,97        | 25 284      | 44,9        |  |
|                | Robert Duchez                 | UDR (URP)      | 12 292       | 21,72        | Retrait     | Retrait     |  |
|                | Jean Barrière                 | PCF            | 8 418        | 14,87        | Retrait     | Retrait     |  |
|                | William Giraud                | MR             | 4 921        | 8,69         |             |             |  |
|                | François Huc                  | Divers droite  | 2 247        | 3,97         |             |             |  |
|                | Aline Barthélemy              | LO             | 1 614        | 2,85         |             |             |  |
|                |                               |                |              |              |             |             |  |
| Inscrits       | Inscrits                      | Inscrits       | 71 702       | 100,00       | 71 696      | 100,00      |  |
| Abstentions    | Abstentions                   | Abstentions    | 13 841       | 19,3         | 13 517      | 18,85       |  |
| Votants        | Votants                       | Votants        | 57 861       | 80,7         | 58 179      | 81,15       |  |
| Blancs et nuls | Blancs et nuls                | Blancs et nuls | 1 256        | 2,17         | 1 872       | 3,22        |  |
| Exprimés       | Exprimés                      | Exprimés       | 56 605       | 97,83        | 56 307      | 96,78       |  |

Le suppléant de Franck Cazenave était Émile Durand, conseiller général, maire de Cudos. Émile Durand remplaça Franck Cazenave, décédé, du 10 août 1974 au 2 avril 1978.

### Élections de 1978
| Candidat       | Candidat              | Parti          | Premier tour | Premier tour | Second tour | Second tour |  |
| Candidat       | Candidat              | Parti          | Voix         | %            | Voix        | %           |  |
| -------------- | --------------------- | -------------- | ------------ | ------------ | ----------- | ----------- |  |
|                | Kléber Haye           | PS             | 18 687       | 27,01        | 34 418      | 48,33       |  |
|                | Pierre Lataillade élu | RPR            | 14 417       | 20,84        | 36 793      | 51,67       |  |
|                | Robert Cazalet        | UDF (PR)       | 13 674       | 19,76        | Retrait     | Retrait     |  |
|                | Jean Barrière         | PCF            | 11 507       | 16,63        | Retrait     | Retrait     |  |
|                | Michel Page           | Divers droite  | 9 101        | 13,15        |             |             |  |
|                | Aline Barthélemy      | LO             | 1 797        | 2,6          |             |             |  |
|                |                       |                |              |              |             |             |  |
| Inscrits       | Inscrits              | Inscrits       | 84 230       | 100,00       | 84 230      | 100,00      |  |
| Abstentions    | Abstentions           | Abstentions    | 13 522       | 16,05        | 11 692      | 13,88       |  |
| Votants        | Votants               | Votants        | 70 708       | 83,95        | 72 538      | 86,12       |  |
| Blancs et nuls | Blancs et nuls        | Blancs et nuls | 1 525        | 2,16         | 1 327       | 1,83        |  |
| Exprimés       | Exprimés              | Exprimés       | 69 183       | 97,84        | 71 211      | 98,17       |  |

Le suppléant de Pierre Lataillade était Pierre Espagnet, entrepreneur de travaux forestiers et agricoles, conseiller général, maire de Lerm-et-Musset.

### Élections de 1981
| Candidat       | Candidat                  | Parti          | Premier tour | Premier tour | Second tour | Second tour |  |
| Candidat       | Candidat                  | Parti          | Voix         | %            | Voix        | %           |  |
| -------------- | ------------------------- | -------------- | ------------ | ------------ | ----------- | ----------- |  |
|                | Pierre Lataillade sortant | RPR (UNM)      | 30 794       | 47,09        | 33 106      | 47,42       |  |
|                | Kléber Haye élu           | PS             | 27 890       | 42,65        | 36 705      | 52,58       |  |
|                | Jean Barrière             | PCF            | 6 709        | 10,26        |             |             |  |
|                |                           |                |              |              |             |             |  |
| Inscrits       | Inscrits                  | Inscrits       | 89 522       | 100,00       | 89 520      | 100,00      |  |
| Abstentions    | Abstentions               | Abstentions    | 23 302       | 26,03        | 18 918      | 21,13       |  |
| Votants        | Votants                   | Votants        | 66 220       | 73,97        | 70 602      | 78,87       |  |
| Blancs et nuls | Blancs et nuls            | Blancs et nuls | 827          | 1,25         | 791         | 1,12        |  |
| Exprimés       | Exprimés                  | Exprimés       | 65 393       | 98,75        | 69 811      | 98,88       |  |

Le suppléant de Kléber Haye était Jean Sango, conseiller régional, conseiller général du canton de Captieux.

### Élections de 1988
| Candidat       | Candidat           | Parti          | Premier tour | Premier tour | Second tour | Second tour |  |
| Candidat       | Candidat           | Parti          | Voix         | %            | Voix        | %           |  |
| -------------- | ------------------ | -------------- | ------------ | ------------ | ----------- | ----------- |  |
|                | Pierre Ducout élu  | PS             | 23 792       | 48,1         | 30 282      | 57,74       |  |
|                | Jean-Claude Dalbos | RPR (URC)      | 18 291       | 36,98        | 22 161      | 42,26       |  |
|                | Michel Olivier     | PCF            | 3 826        | 7,73         |             |             |  |
|                | Maurice Le Gentil  | FN             | 3 555        | 7,19         |             |             |  |
|                |                    |                |              |              |             |             |  |
| Inscrits       | Inscrits           | Inscrits       | 74 864       | 100,00       | 74 861      | 100,00      |  |
| Abstentions    | Abstentions        | Abstentions    | 24 631       | 32,9         | 21 336      | 28,5        |  |
| Votants        | Votants            | Votants        | 50 233       | 67,1         | 53 525      | 71,5        |  |
| Blancs et nuls | Blancs et nuls     | Blancs et nuls | 769          | 1,53         | 1 082       | 2,02        |  |
| Exprimés       | Exprimés           | Exprimés       | 49 464       | 98,47        | 52 443      | 97,98       |  |

Le suppléant de Pierre Ducout était Alain Rousset, ancien Directeur de cabinet du Président du Conseil régional d'Aquitaine.

### Élections de 1993
| Candidat       | Candidat                    | Parti          | Premier tour | Premier tour | Second tour | Second tour |  |
| Candidat       | Candidat                    | Parti          | Voix         | %            | Voix        | %           |  |
| -------------- | --------------------------- | -------------- | ------------ | ------------ | ----------- | ----------- |  |
|                | Pierre Létamendia           | UDF (CDS)      | 16 672       | 31,39        | 25 059      | 46,56       |  |
|                | Pierre Ducout sortant réélu | PS (ADFP)      | 15 772       | 29,7         | 28 767      | 53,44       |  |
|                | Maurice Le Gentil           | FN             | 5 091        | 9,59         |             |             |  |
|                | Jean-Pierre Dufour          | Les Verts (EÉ) | 5 030        | 9,47         |             |             |  |
|                | Christiane Gomez            | PCF            | 3 563        | 6,71         |             |             |  |
|                | Michel Dufranc              | CPNT           | 3 044        | 5,73         |             |             |  |
|                | Guy Lafon                   | LO             | 1 390        | 2,62         |             |             |  |
|                | Kléber Haye                 | UÉD            | 1 207        | 2,26         |             |             |  |
|                | Marie-France Aoustin        | LT-LNÉ         | 1 107        | 2,09         |             |             |  |
|                | Jacques Thollier            | PLN            | 219          | 0,4          |             |             |  |
|                | Hugues Lamoine              | Divers         | 12           | 0,02         |             |             |  |
|                | Marie-Louise Prost          | Divers droite  | 4            | 0            |             |             |  |
|                |                             |                |              |              |             |             |  |
| Inscrits       | Inscrits                    | Inscrits       | 80 576       | 100,00       | 80 596      | 100,00      |  |
| Abstentions    | Abstentions                 | Abstentions    | 24 437       | 30,33        | 23 072      | 28,63       |  |
| Votants        | Votants                     | Votants        | 56 139       | 69,67        | 57 524      | 71,37       |  |
| Blancs et nuls | Blancs et nuls              | Blancs et nuls | 3 028        | 5,39         | 3 698       | 6,43        |  |
| Exprimés       | Exprimés                    | Exprimés       | 53 111       | 94,61        | 53 826      | 93,57       |  |

Le suppléant de Pierre Ducout était Alain Rousset.

### Élections de 1997
| Candidat       | Candidat                    | Parti          | Premier tour | Premier tour | Second tour | Second tour |  |
| Candidat       | Candidat                    | Parti          | Voix         | %            | Voix        | %           |  |
| -------------- | --------------------------- | -------------- | ------------ | ------------ | ----------- | ----------- |  |
|                | Pierre Ducout sortant réélu | PS             | 23 219       | 41,32        | 34 873      | 60,68       |  |
|                | Michel Dufranc              | RPR            | 14 883       | 26,48        | 22 599      | 39,32       |  |
|                | Maurice Le Gentil           | FN             | 5 647        | 10,05        |             |             |  |
|                | Bernard Allemandou          | PCF            | 4 328        | 7,7          |             |             |  |
|                | Jean-Pierre Dufour          | Les Verts      | 1 946        | 3,46         |             |             |  |
|                | Jean-Pierre Durand          | LO             | 1 479        | 2,63         |             |             |  |
|                | François Roche              | US4J           | 1 062        | 1,89         |             |             |  |
|                | Maurice Weber-Holtzscherer  | LDI (CNIP)     | 1 061        | 1,89         |             |             |  |
|                | Marie-Pascale Séailles      | GÉ             | 961          | 1,71         |             |             |  |
|                | Geneviève Andueza           | MÉI            | 863          | 1,54         |             |             |  |
|                | Philippe Brugère            | Extrême gauche | 552          | 0,98         |             |             |  |
|                | Roland Caubet               | MDR            | 196          | 0,35         |             |             |  |
|                |                             |                |              |              |             |             |  |
| Inscrits       | Inscrits                    | Inscrits       | 83 618       | 100,00       | 83 576      | 100,00      |  |
| Abstentions    | Abstentions                 | Abstentions    | 24 975       | 29,87        | 22 941      | 27,45       |  |
| Votants        | Votants                     | Votants        | 58 643       | 70,13        | 60 635      | 72,55       |  |
| Blancs et nuls | Blancs et nuls              | Blancs et nuls | 2 446        | 4,17         | 3 163       | 5,22        |  |
| Exprimés       | Exprimés                    | Exprimés       | 56 197       | 95,83        | 57 472      | 94,78       |  |

Le suppléant de Pierre Ducout était Pierre Auger, conseiller général, maire adjoint de Pessac, retraité de La Poste.

### Élections de 2002
| Candidat       | Candidat                    | Parti            | Premier tour | Premier tour | Second tour | Second tour |  |
| Candidat       | Candidat                    | Parti            | Voix         | %            | Voix        | %           |  |
| -------------- | --------------------------- | ---------------- | ------------ | ------------ | ----------- | ----------- |  |
|                | Pierre Ducout sortant réélu | PS               | 26 474       | 43,11        | 31 657      | 57,15       |  |
|                | Michel Dufranc              | UMP              | 20 931       | 34,08        | 23 734      | 42,85       |  |
|                | Maurice Le Gentil           | FN               | 4 612        | 7,51         |             |             |  |
|                | Claire Le Lann              | Les Verts        | 3 025        | 4,93         |             |             |  |
|                | Marianic Dumigron           | CPNT             | 1 630        | 2,65         |             |             |  |
|                | Odette Eyssautier           | PCF              | 1 529        | 2,49         |             |             |  |
|                | Gérard Barthélemy           | LCR              | 948          | 1,31         |             |             |  |
|                | Jean-René Le Hécho          | Pôle républicain | 802          | 1,31         |             |             |  |
|                | Chantal de Peretti          | MNR              | 505          | 0,82         |             |             |  |
|                | Jean-Pierre Durand          | LO               | 480          | 0,78         |             |             |  |
|                | Hélène Gautheron            | ND               | 266          | 0,43         |             |             |  |
|                | Jo Barbariol                | PT               | 211          | 0,34         |             |             |  |
|                |                             |                  |              |              |             |             |  |
| Inscrits       | Inscrits                    | Inscrits         | 90 668       | 100,00       | 90 666      | 100,00      |  |
| Abstentions    | Abstentions                 | Abstentions      | 28 144       | 31,04        | 33 516      | 36,97       |  |
| Votants        | Votants                     | Votants          | 62 524       | 68,96        | 57 150      | 63,03       |  |
| Blancs et nuls | Blancs et nuls              | Blancs et nuls   | 1 111        | 1,78         | 1 759       | 3,08        |  |
| Exprimés       | Exprimés                    | Exprimés         | 61 413       | 98,22        | 55 391      | 96,92       |  |

Le suppléant de Pierre Ducout était Pierre Auger, conseiller général du canton de Pessac-1, maire de Pessac.

### Élections de 2007
| Candidat       | Candidat           | Parti          | Premier tour | Premier tour | Second tour | Second tour |  |
| Candidat       | Candidat           | Parti          | Voix         | %            | Voix        | %           |  |
| -------------- | ------------------ | -------------- | ------------ | ------------ | ----------- | ----------- |  |
|                | Alain Rousset élu  | PS             | 26 170       | 42,08        | 36 410      | 60,46       |  |
|                | Sylvie Dufranc     | UMP            | 19 894       | 31,99        | 23 808      | 39,54       |  |
|                | Mathieu Ara        | UDF–MoDem      | 6 117        | 9,84         |             |             |  |
|                | Laure Curvale      | Les Verts      | 2 443        | 3,93         |             |             |  |
|                | Isabelle Ufferte   | LCR            | 1 778        | 2,86         |             |             |  |
|                | Fabrice Sorlin     | FN             | 1 674        | 2,69         |             |             |  |
|                | Cathy Daguerre     | PCF            | 1 547        | 2,49         |             |             |  |
|                | Charles Pires      | MPF            | 881          | 1,42         |             |             |  |
|                | Frédéric Massié    | CPNT           | 769          | 1,24         |             |             |  |
|                | Alain Deshuissard  | Divers         | 370          | 0,59         |             |             |  |
|                | Jean-Pierre Durand | LO             | 366          | 0,59         |             |             |  |
|                | Christophe Cansier | Divers         | 178          | 0,29         |             |             |  |
|                |                    |                |              |              |             |             |  |
| Inscrits       | Inscrits           | Inscrits       | 96 647       | 100,00       | 96 627      | 100,00      |  |
| Abstentions    | Abstentions        | Abstentions    | 33 655       | 34,82        | 34 632      | 35,84       |  |
| Votants        | Votants            | Votants        | 62 992       | 65,18        | 61 995      | 64,16       |  |
| Blancs et nuls | Blancs et nuls     | Blancs et nuls | 805          | 1,28         | 1 777       | 2,87        |  |
| Exprimés       | Exprimés           | Exprimés       | 62 187       | 98,72        | 60 218      | 97,13       |  |

### Élections de 2012
|                | Alain Rousset sortant réélu | PS             | 24 316 | 55,52  |  |  |  |
|                | Amel Khattabi               | UMP            | 8 576  | 19,58  |  |  |  |
|                | Gérard Aupetit              | RBM (FN)       | 3 965  | 9,05   |  |  |  |
|                | Aurélia Sourbé              | FG (PCF)       | 2 199  | 5,02   |  |  |  |
|                | Laure Curvale               | EÉLV           | 2 109  | 4,82   |  |  |  |
|                | Frédérique Lucas            | NC             | 1 050  | 2,40   |  |  |  |
|                | Christelle Lapouge          | PRV            | 709    | 1,62   |  |  |  |
|                | Isabelle Ufferte            | NPA            | 366    | 0,84   |  |  |  |
|                | Régine Bertrand             | Cap21          | 279    | 0,64   |  |  |  |
|                | Guillaume Perchet           | LO             | 125    | 0,29   |  |  |  |
|                | Jean-Pierre Lavaud          | POI            | 99     | 0,23   |  |  |  |
|                |                             |                |        |        |  |  |  |
| Inscrits       | Inscrits                    | Inscrits       | 72 718 | 100,00 |  |  |  |
| Abstentions    | Abstentions                 | Abstentions    | 28 418 | 39,08  |  |  |  |
| Votants        | Votants                     | Votants        | 44 300 | 60,92  |  |  |  |
| Blancs et nuls | Blancs et nuls              | Blancs et nuls | 507    | 1,14   |  |  |  |
| Exprimés       | Exprimés                    | Exprimés       | 43 793 | 98,86  |  |  |  |

### Elections de 2017
Les élections législatives se sont déroulées les dimanches 11 et 18 juin 2017.
|                                                                            |                                                                           |                           |                           |                          |                          |
|                                                                            |                                                                           | Premier tour 11 juin 2017 | Premier tour 11 juin 2017 | Second tour 18 juin 2017 | Second tour 18 juin 2017 |
|                                                                            |                                                                           |                           |                           |                          |                          |
|                                                                            |                                                                           | Nombre                    | % des inscrits            | Nombre                   | % des inscrits           |
| Inscrits                                                                   | Inscrits                                                                  | 76 934                    | 100,00                    | 76 934                   | 100,00                   |
| Abstentions                                                                | Abstentions                                                               | 35 260                    | 45,83                     | 42 808                   | 55,64                    |
| Votants                                                                    | Votants                                                                   | 41 674                    | 54,17                     | 34 126                   | 44,36                    |
|                                                                            |                                                                           |                           | % des votants             |                          | % des votants            |
| Bulletins blancs                                                           | Bulletins blancs                                                          | 397                       | 0,95                      | 2 109                    | 6,18                     |
| Bulletins nuls                                                             | Bulletins nuls                                                            | 182                       | 0,44                      | 952                      | 2,79                     |
| Suffrages exprimés                                                         | Suffrages exprimés                                                        | 41 095                    | 98,61                     | 31 065                   | 91,03                    |
|                                                                            |                                                                           |                           |                           |                          |                          |
| Candidat Étiquette politique (partis et alliances)                         | Candidat Étiquette politique (partis et alliances)                        | Voix                      | % des exprimés            | Voix                     | % des exprimés           |
|                                                                            |                                                                           |                           |                           |                          |                          |
|                                                                            | Bérangère Couillard La République en marche                               | 16 032                    | 39,01                     | 17 304                   | 55,70                    |
|                                                                            | Bernard Garrigou Parti socialiste                                         | 6 197                     | 15,08                     | 13 761                   | 44,30                    |
|                                                                            | Johanne Sebaux La France insoumise                                        | 5 576                     | 13,57                     |                          |                          |
|                                                                            | Karine Roux-Labat Les Républicains (Union des démocrates et indépendants) | 5 094                     | 12,40                     |                          |                          |
|                                                                            | Marlène Mignon Front national                                             | 2 818                     | 6,86                      |                          |                          |
|                                                                            | Jean-Yves Grandidier Europe Écologie Les Verts                            | 2 039                     | 4,96                      |                          |                          |
|                                                                            | Didier Sarrat Parti communiste français                                   | 598                       | 1,46                      |                          |                          |
|                                                                            | Patrick Hourquebie Divers droite                                          | 542                       | 1,32                      |                          |                          |
|                                                                            | Brigitte Ryckwaert-Roumégous Debout la France                             | 470                       | 1,14                      |                          |                          |
|                                                                            | Annie Mennechet Divers (Parti animaliste)                                 | 460                       | 1,12                      |                          |                          |
|                                                                            | Laurent Delage Extrême gauche (Nouveau Parti anticapitaliste)             | 215                       | 0,52                      |                          |                          |
|                                                                            | Maria Zei-Christiany Divers gauche (Nouvelle Donne)                       | 206                       | 0,50                      |                          |                          |
|                                                                            | Patricia Mary Divers (Union populaire républicaine)                       | 205                       | 0,50                      |                          |                          |
|                                                                            | Cécile Lafont Divers droite (Résistons)                                   | 182                       | 0,44                      |                          |                          |
|                                                                            | Ludovic Muys Divers                                                       | 179                       | 0,44                      |                          |                          |
|                                                                            | Monique Oratto Lutte ouvrière                                             | 160                       | 0,39                      |                          |                          |
|                                                                            | Carine Fillang Divers droite (Les Centristes)                             | 121                       | 0,29                      |                          |                          |
|                                                                            | Aurélia Ferreira Écologiste (Mouvement 100 %)                             | 1                         | 0,00                      |                          |                          |
| Source : Ministère de l'Intérieur - Septième circonscription de la Gironde |                                                                           |                           |                           |                          |                          |

### Élections de 2022
| Résultats des élections législatives des 12 et 19 juin 2022 de la 7e circonscription de Gironde |                          |                                           |                          |              |              |             |             |
| Candidat                                                                                        | Candidat                 | Parti et coalition                        | Nuance                   | Premier tour | Premier tour | Second tour | Second tour |
| Candidat                                                                                        | Candidat                 | Parti et coalition                        | Nuance                   | Voix         | %            | Voix        | %           |
|                                                                                                 | Bérangère Couillard      | LREM (ENS)                                | ENS                      | 15 252       | 36,27        | 20 964      | 52,71       |
|                                                                                                 | Jean-Renaud Ferran,      | LFI (NUPES)                               | NUP                      | 14 513       | 34,51        | 18 809      | 47,29       |
|                                                                                                 | Francine Erb             | RN                                        | RN                       | 4 914        | 11,68        |             |             |
|                                                                                                 | Benoît Rautureau         | LR (UDC)                                  | LR                       | 2 864        | 6,81         |             |             |
|                                                                                                 | Dany Bonnet              | REC                                       | REC                      | 1 455        | 3,46         |             |             |
|                                                                                                 | Audrey Legendre          | LMPA                                      | ECO                      | 1 329        | 3,16         |             |             |
|                                                                                                 | Vincent Fournier         | LP (UPF)                                  | DSV                      | 491          | 1,17         |             |             |
|                                                                                                 | John Mingam              | Unicité                                   | DIV                      | 458          | 1,09         |             |             |
|                                                                                                 | Monique Oratto           | LO                                        | DXG                      | 432          | 1,03         |             |             |
|                                                                                                 | Anne Marie Franchiset    | PA                                        | ECO                      | 345          | 0,82         |             |             |
|                                                                                                 | Rozenn Bonnet            | SE (Fédération de la gauche républicaine) | DVG                      | 4            | 0,01         |             |             |
| Votes valides                                                                                   | Votes valides            | Votes valides                             | Votes valides            | 42 057       | 98,01        | 39 773      | 94,13       |
| Votes blancs                                                                                    | Votes blancs             | Votes blancs                              | Votes blancs             | 633          | 1,48         | 1 681       | 3,98        |
| Votes nuls                                                                                      | Votes nuls               | Votes nuls                                | Votes nuls               | 220          | 0,51         | 801         | 1,90        |
| Total                                                                                           | Total                    | Total                                     | Total                    | 42 910       | 100          | 42 255      | 100         |
| Abstention                                                                                      | Abstention               | Abstention                                | Abstention               | 36 857       | 46,21        | 37 521      | 47,03       |
| Inscrits / participation                                                                        | Inscrits / participation | Inscrits / participation                  | Inscrits / participation | 79 767       | 53,79        | 79 776      | 52,97       |

### Élections de 2024
| Candidat                 | Candidat                 | Parti et coalition       | Nuance                   | Premier tour | Premier tour | Second tour | Second tour |
| Candidat                 | Candidat                 | Parti et coalition       | Nuance                   | Voix         | %            | Voix        | %           |
| ------------------------ | ------------------------ | ------------------------ | ------------------------ | ------------ | ------------ | ----------- | ----------- |
|                          | Sébastien Saint-Pasteur  | PS (NFP)                 | UG                       | 21 913       | 38,50        | 24 810      | 43,82       |
|                          | Bérangère Couillard      | RE (ENS)                 | ENS                      | 18 854       | 33,12        | 19 164      | 33,85       |
|                          | Clémence Naveys-Dumas    | RN                       | RN                       | 12 766       | 22,43        | 12 644      | 22,33       |
|                          | Ousmane Thiam            | EAC                      | ECO                      | 1 597        | 2,81         |             |             |
|                          | Christelle Cotton        | AC (LC)                  | DVC                      | 760          | 1,34         |             |             |
|                          | Dominique de Witte       | REC                      | REC                      | 589          | 1,03         |             |             |
|                          | Monique Oratto           | LO                       | EXG                      | 442          | 0,78         |             |             |
|                          |                          |                          |                          |              |              |             |             |
| Votes valides            | Votes valides            | Votes valides            | Votes valides            | 56 921       | 97,92        | 56 618      | 97,81       |
| Votes blancs             | Votes blancs             | Votes blancs             | Votes blancs             | 832          | 1,43         | 894         | 1,54        |
| Votes nuls               | Votes nuls               | Votes nuls               | Votes nuls               | 376          | 0,65         | 376         | 0,65        |
| Total                    | Total                    | Total                    | Total                    | 58 129       | 100          | 57 888      | 100         |
| Abstention               | Abstention               | Abstention               | Abstention               | 22 563       | 27,96        | 22 808      | 28,26       |
| Inscrits / participation | Inscrits / participation | Inscrits / participation | Inscrits / participation | 80 692       | 72,04        | 80 696      | 71,74       |

#### Département de la Gironde
- La fiche de l'INSEE de cette circonscription : « Tableaux et Analyses de la septième circonscription de la Gironde », sur insee.fr, site de l'Institut national de la statistique et des études économiques (consulté le 10 juin 2007) [PDF]

- « Tous les députés du département de la Gironde depuis 1789 » [archive du 30 septembre 2007], sur assemblee-nationale.fr, site de l'Assemblée nationale française (consulté le 10 juin 2007)

- « Informations contentieuses sur le département de la Gironde (Élections législatives de 2002) »(Archive.org • Wikiwix • Archive.is • Google • Que faire ?), sur conseil-constitutionnel.fr, site du Conseil constitutionnel (consulté le 13 juin 2007)

#### Circonscriptions en France
- « Carte des circonscriptions législatives en France », sur assemblee-nationale.fr, site de l'Assemblée nationale française (consulté le 10 juin 2007)

- « Résultats électoraux officiels en France »(Archive.org • Wikiwix • Archive.is • Google • Que faire ?), sur interieur.gouv.fr, site du ministère de l'Intérieur (France) (consulté le 13 juin 2007)

- Description et Atlas des circonscriptions électorales de France sur http://www.atlaspol.com, Atlaspol, site de cartographie géopolitique, consulté le 13 juin 2007.